# Ipolytarnóc
Ipolytarnóc es un pueblo ubicado en el condado de Nógrád, Hungría.

## Superficie
Posee una superficie de 13,66 kilómetros cuadrados.

## Demografía
Hasta 2021 la población era de 406 habitantes, con una densidad de población de 29,72 habitantes por kilómetro cuadrado.